# Tiếng Anh Solombala
Tiếng Anh Solombala (còn được gọi là pidgin Anh-Nga-Solombala) là một pidgin Anh–Nga hiếm sử dụng tại xưởng đóng tàu Solombala tại thành phố Arkhangelsk, Nga từ thế kỉ 18 đến thế kỉ 19.
Tư liệu tiếng Anh Solombala chỉ có hai văn bản từ thế kỉ 19: một văn bản nằm trong Очерки Архангельской губернии (Bản phác thảo từ tỉnh Arkhangelsk) bởi Vasilij Vereščagin (1849) và văn bản còn lại nằm trong Архангельские Губернские Ведомости (Tin tức tỉnh Arkhangelsk, 1867).